# Presidentvalet i USA 1868
Presidentvalet 1868 i USA hölls den 3 november och var det första efter amerikanska inbördeskrigets slut. Krigshjälten general Ulysses S. Grant från Illinois besegrade sin demokratiske motståndare Horatio Seymour från New York med 3 013 650 röster mot Seymours 2 708 744 och 214 elektorer mot 80.
Valet var det första i vilket samtliga deltagande delstater utsåg elektorer genom folkval; South Carolina hade sedan som ensam delstat sedan 1848 utsett dessa av delstatsförsamlingen, varigenom inga medborgare från delstaten ingått i statistiken fram tills nu. Delstaten valde historiskt Grant, en av endast tre gånger före 1980 som republikanerna segrade i delstaten.